# 李湛之
李 湛之（イ・ダムジ、朝鮮語: 이담지、生没年不詳）は、高麗の文人。
本貫は慶州李氏。字は清卿（チョンギョン、청경/淸卿）。李仲若の孫であり、李允綏の子である。

## 家系
祖父の李仲若はある安人（文武官の妻としての階級）の娘婿であり、李資謙の謀略により義父とともに粛清された。父の李允綏は何者かとともに謀反を計画したとして、地方官に左遷された。

## 履歴
政変の際に身を避けた後、科挙に及第し、その後は留院を勤めた。 李仁老、呉世才などとともに江左七賢の一人である。李奎報によると、走筆の創案者といわれる。

## 性格
『補閑集』によると、飲酒すると節制ができなかったらしい。